# Boiga hoeseli
Boiga hoeseli là một loài rắn trong họ Rắn nước. Loài này được Ramadhan, Iskandar & Subasri mô tả khoa học đầu tiên năm 2010.